# 이스타크르

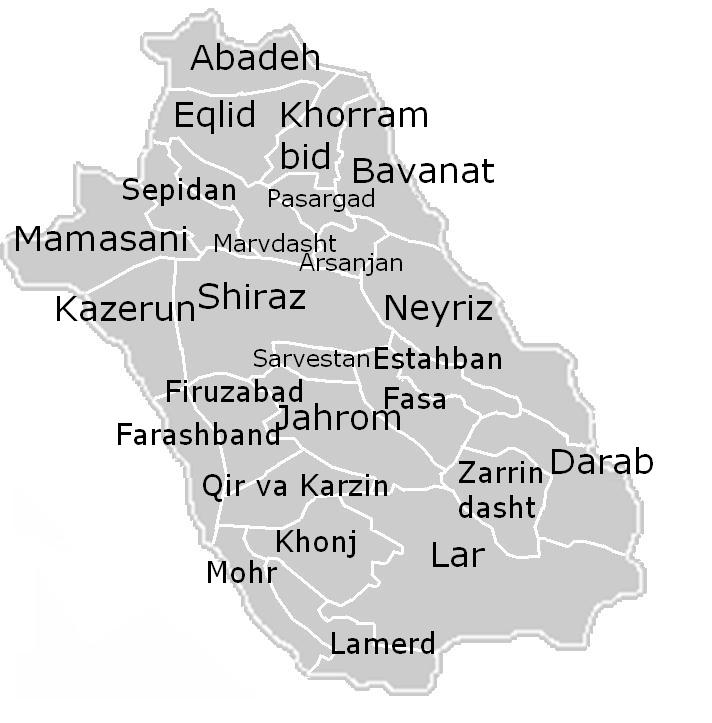

이스타크르(페르시아어: استخر)는 남부 이란에 위치한 고대 도시였다. 그곳은 페르세폴리스에서 북쪽으로 5km 떨어져 있다. 그곳은 아케메네스 제국의 번영하던 도시였다.
처음에는 에스타크르는 현재의 이란, 파르스 주의 아케메네스 제국의 도시였다. 도시는 알렉산더 대왕에 의해 불타기 전의 원래의 아베스타를 지녔었다. 에스타크르는 아르다시르 1세의 치세에 잠시 사산 제국의 수도가 되었다가 크테시폰으로 옮겼다. 에스타크르는 아랍 침입자에 의한 이슬람의 정복시에 불탔다. 재건된 후에는 도시의 중요성이 시라즈로 옮겨졌다. 오늘날 단지 고고학적인 유적만이 남아있다.